# یواس‌اسوالنتر (آی‌دی-۳۲۴۲)
یواس‌اسوالنتر (آی‌دی-۳۲۴۲) (به انگلیسی: USS Volunteer (ID-3242)) یک کشتی بود که طول آن ۴۱۰ فوت ۰ اینچ (۱۲۴٫۹۷ متر) بود. این کشتی در سال ۱۹۱۸ ساخته شد.